# RS-342
Pour les articles homonymes, voir Route 342.
La RS 342 est une route locale du Nord-Ouest de l'État du Rio Grande do Sul qui relie la municipalité de Doutor Maurício Cardoso à celle de Cruz Alta, à l'embranchement avec la BR-158/377. Elle est longue de 161,510 km et dessert les communes de Doutor Maurício Cardoso, Horizontina, Três de Maio, Independência, Catuípe, Ijuí et Cruz Alta.